# Décembre 1938

## Événements
- Le chancelier Adolf Hitler inaugure l'usine Volkswagen qui produit la nouvelle voiture du peuple, qui aura un succès mondial après la guerre sous le nom de « Coccinelle ».

- 6 décembre : 
  - Le gouvernement français signe un accord avec Ribbentrop (ministre des affaires étrangères du Reich), aux termes duquel ils s'engagent à se concerter mutuellement sur les questions intéressant les deux pays.

- 8 décembre : 
  - Décret de Heinrich Himmler sur la répression du « fléau tzigane ».
  - Lancement à Kiel du projet  du premier porte-avions de la marine de guerre allemande, le Graf Zeppelin.

- 13 décembre : 
  - Construction du camp de concentration de Neuengamme près de Hambourg par un Kommando de Sachsenhausen.

- 15 décembre : premier vol à Villacoublay du chasseur Bloch MB.152.

- 24 décembre : Congrès extraordinaire de la SFIO à Montrouge (24-25 déc).

- Fin de l'attaque japonaise contre la Chine : prise de Pékin (Beijing), Shanghai, Nankin, Tsing-Tao.

- 31 décembre : 
  - invention du premier test pour conducteurs ivres;
  - premier vol de l'avion de ligne Boeing 307;
  - bilan de l'année 1938 concernant les traversées transatlantiques en avion : Air France totalise 352 traversées, Lufthansa 413, Imperial Airways (Grande-Bretagne) 2, Pan American 0.

## Naissances
- 2 décembre: Roger Souvereyns, chef belge étoilé Michelin et ancien restaurateur.
- 6 décembre : Jean-Michel Meurice, peintre et documentariste français († 27 septembre 2022).
- 11 décembre :
  - Enrico Macias, chanteur français.
  - McCoy Tyner, pianiste de jazz américain.
- 12 décembre : Connie Francis, chanteuse américaine.
- 13 décembre :
  - Heino, chanteur allemand.
  - Samuel Santos, ministre des affaires étrangères nicaraguayen.
- 14 décembre: Roger Swinfen Eady, parlementaire britannique († 5 juin 2022).
- 16 décembre : John Allan Cameron, chanteur folk.
- 17 décembre : 
  - Jean-Claude Drouot, acteur, Belgique.
  - Renée Pietrafesa Bonnet, musicienne uruguayenne († 4 février 2022).
- 19 décembre : Jean-Louis Fournier, écrivain français.
- 21 décembre : Larry Bryggman, acteur américain.
- 22 décembre : Lucien Bouchard, chef du Bloc québécois et premier ministre du Québec.
- 28 décembre : Pachín, joueur de football espagnol († 10 février 2021).

## Décès
- 15 décembre : Valeri Tchkalov, aviateur soviétique (° 2 février 1904).
- 24 décembre : Lev Skrbenský z Hříště, cardinal tchèque (° 12 juin 1863).
- 26 décembre : Pierre-Ernest Boivin, homme d'affaires et homme politique provenant du Québec.
- 27 décembre : Émile Vandervelde, homme politique belge (° 25 janvier 1866).